# Strażnica WOP Izby
Strażnica Wojsk Ochrony Pogranicza Izby – zlikwidowany podstawowy pododdział graniczny Wojsk Ochrony Pogranicza pełniący służbę ochronną na granicy polsko-czechosłowackiej.

## Formowanie i zmiany organizacyjne
W 1951, 181 strażnica WOP stacjonowała w Izbach.
Od 15 marca 1954 w Wojskach Ochrony Pogranicza wprowadzono nową numerację strażnic. Strażnica WOP Izby IV kategorii otrzymała numer 181.

## Strażnice sąsiednie
- 180 strażnica WOP Wysowa ⇔ 182 strażnica WOP Muszynka – 15.03.1954.